# Kool G Rap
Kool G Rap, de son vrai nom Nathaniel Thomas Wilson (né le 20 juillet 1968 dans le Queens, à New York), est un rappeur américain. Il lance sa carrière au milieu des années 1980 en tant que membre des groupes Kool G Rap and DJ Polo et Juice Crew. Il est souvent cité par la presse spécialisée comme l'un des rappeurs les plus influents de tous les temps,,,,,,,, et un pionnier du mafioso rap/street/hardcore,,,,, et de la rime multi-syllabe. Sur son album The Giancana Story, il explique que « G » signifie « Giancana » ou à l'occasion « Genius »,.

## Biographie
Kool G Rap lance sa carrière dans les années 1980 avec le collectif de Queensbridge, Juice Crew, (avec Marley Marl, Mr. Magic, Roxanne Shanté, MC Shan, Craig G, Big Daddy Kane, Biz Markie, DJ Polo, Masta Ace et Tragedy the Intelligent Hoodlum). Ses premiers succès vinrent après son association avec DJ Polo avec notamment le tube Road to the Riches sur l'album éponyme. En 1995, Kool G Rap commence sa carrière solo en sortant son premier album personnel, 4,5,6, qui rencontre un succès mitigé malgré la présence du morceau Fast Life avec Nas, l'album se classe tout de même premier du Top US R&B/Hip-Hop albums de l'année 95, le succès du second album Roots of Evil sorti en 1998 fut moins palpable sauf chez les puristes du genre.
Kool G Rap signe alors sur le label Rawkus Records et sort son troisième album solo en 2002, The Giancana Story, qui relance sa carrière. L'année suivante, il sort un album avec  The 5 Family Click, Click of Respect. En 2006, il apparaît dans le documentaire musical de Michel Gondry, Dave Chappelle's Block Party. Son cinquième album, Half a Klip, sort en février 2008.

## Postérité
Kool G Rap est considéré comme un rappeur influent issu de l'âge d'or du hip-hop. Le critique musical Peter Shapiro suppose qu'il aurait « posé le pavé pour Nas, Biggie et tous ceux qui ont suivi. » Kool G est décrit par Kool Moe Dee comme « celui qui a lancé Biggie, Jay-Z, Treach, Nore, Fat Joe, Big Pun, et plus de vingt-cinq autres rappeurs hardcore » ; Kool Moe Dee considère également Kool G Rap comme le « plus lyrique » de tous les musiciens mentionnés. MTV décrit Kool G Rap comme un « père fondateur du hip-hop », ajoutant qu'il s'est imposé auprès des autres MCs. Rolling Stone explique que « G Rap est l'un des MCs du Queens qui définiront plus tard Nas (qui s'est largement inspiré de G Rap à ses débuts) et Mobb Deep. »
D'autres artistes et groupes qui disent s'être inspirés de Kool G Rap incluent The Notorious B.I.G., Eminem, Jay-Z, Tajai des Souls of Mischief, Vinnie Paz des Jedi Mind Tricks, Steele de Smif-n-Wessun, Havoc de Mobb Deep, Rock de Heltah Skeltah, MC Serch, Termanology, Black Thought des Roots M.O.P., R.A. the Rugged Man, Bun B d'UGK, Rah Digga,, RZA, Ghostface Killah, Raekwon du Wu-Tang Clan, The Lady of Rage, Big Pun, O.C. des D.I.T.C., Memphis Bleek, Kurupt, Pharoahe Monch, Action Bronson,, Mathematic$, et Twista,, entre autres.
Il est également très acclamé pour ses capacités techniques,,,,, et souvent classé aux côtés de ses pairs de l'âge d'or du hip-hop comme Big Daddy Kane, Rakim, et KRS-One,. Dans la chanson Encore de Jay-Z, Jay-Z chante « m'entendre rapper c'est comme entendre G Rap à son sommet (hearing me rap is like hearing G Rap in his prime),. » AllMusic le nomme comme l'« un des meilleurs rappeurs de tous les temps », de « maître » et de « légende ». D'autres rappeurs comme Ice Cube, Rakim, Big Daddy Kane, Lloyd Banks, et Nas le nomment comme l'un de leurs rappeurs préférés. Kool Moe Dee le classe 14e dans son ouvrage intitulé There's a God on the Mic: The True 50 Greatest MCs.

## Discographie

### Albums studio
- 1995 : 4,5,6
- 1998 : Roots of Evil
- 2002 : The Giancana Story
- 2008 : Half a Klip
- 2011 : Riches, Royalty, Respect

### Albums collaboratifs
- 1989 : Road to the Riches (avec DJ Polo)
- 1990 : Wanted Dead or Alive (avec DJ Polo)
- 1992 : Live and Let Die (avec DJ Polo)
- 2003 : Click of Respect (avec The 5 Family Click)
- 2011 : Once Upon a Crime (avec Necro)

### Compilations
- 1994 : Killer Kuts (avec DJ Polo)
- 1996 : Rated XXX (avec DJ Polo)
- 2000 : The Best of Cold Chillin' (avec DJ Polo)
- 2002 : Greatest Hits (avec DJ Polo)
- 2013 : Street Stories: The Best of Kool G Rap and DJ Polo (avec DJ Polo)

### EP
- 2011 : Offer You Can't Refuse